# Stenotritus murrayensis
Stenotritus murrayensis is een vliesvleugelig insect uit de familie Stenotritidae. De wetenschappelijke naam van de soort is voor het eerst geldig gepubliceerd in 1935 door Rayment.